# Oude Molen (Deventer)
Oude Molen is een buurtschap van zo'n honderd inwoners in de gemeente Deventer in de Nederlandse provincie Overijssel.
Oude Molen valt onder het dorpsgebied van het twee kilometer noordelijker gelegen Lettele, maar ligt slechts 1 km van het zuidelijker gelegen Bathmen af.

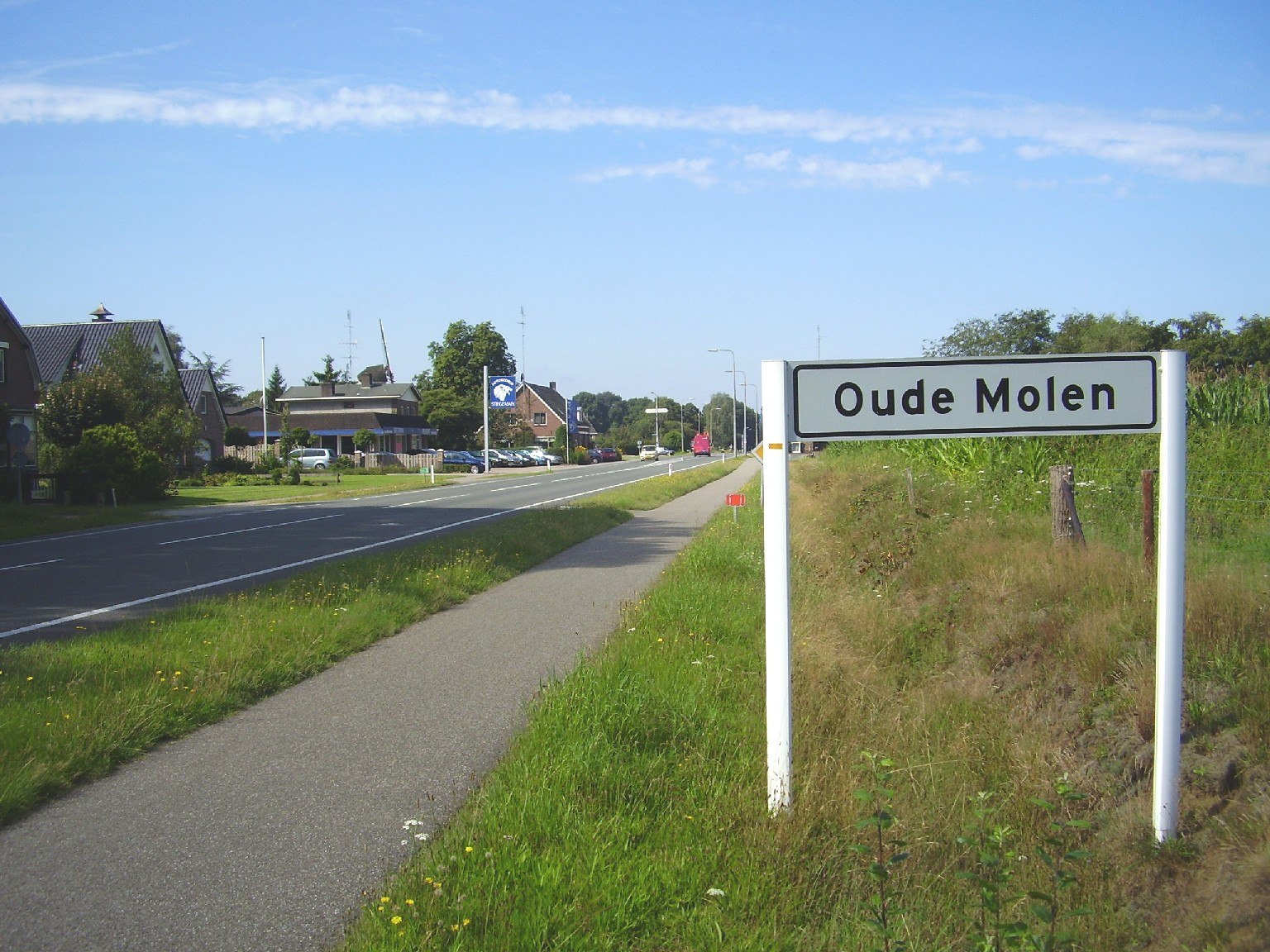
De N344 bij Oude Molen

De buurtschap heeft haar naam te danken aan de ligging rondom een korenmolen, De Leeuw die aan de provinciale weg N344 tussen Deventer en Holten gelegen is. De provinciale weg wordt ook wel de Holterweg genoemd.
Ondanks zijn geringe omvang kent de buurtschap een Chinees restaurant.